# San Remigio, Cebu
San Remigio là một đô thị hạng 3 ở tỉnh Cebu, Philippines. Theo điều tra dân số năm 2007, đô thị này có dân số 47.826 người.
San Ramigio có bờ biển dài với các khu nghỉ dưỡng du lịch biển.

## Các đơn vị dân cư
San Remigio được chia thành các đơn vị hành chính gồm 27 khu dân cư (khu phố) (barangay).
| - Anapog - Argawanon - Bagtic - Bancasan - Batad - Bus-ogon - Calambua - Canagahan - Dapdap - Gawaygaway - Hagnaya - Kayam - Kinawahan - Lambusan | - Lawis - Libaong - Looc - Luyang - Maño - Poblacion - Punta - Sab-a - San Miguel - Tacup - Tambongon - To-ong - Victoria |